# Antony Beevor
Antony James Beevor (Kensington, 14 dicembre 1946) è uno storico britannico.
Ha pubblicato acclamate opere di storia militare sulla Seconda Guerra Mondiale - su tutti il classico Stalingrado - e altri eventi del XX secolo. I suoi saggi, frutto di instancabili ricerche d'archivio e analisi appassionate, si caratterizzano per un avvincente stile narrativo e cronachistico, con un occhio alle vicende individuali e ai caratteri nazionali.

## Biografia
Nato a Kensington, ha frequentato due independent schools, la Abberley Hall School nel Worchestershire, e poi il Winchester College nell'Hampshire. Ha quindi frequentato la Reale accademia militare di Sandhurst, dove studiò sotto l'insegnamento dello storico militare John Keegan, prima di esser inquadrato come ufficiale di carriera nell'XI Reggimento degli Ussari il 28 luglio 1967. Prestò servizio in Inghilterra e Germania e fu promosso tenente il 28 gennaio 1969, per poi dimettersi il 5 agosto 1970.
Antony Beevor è Visiting Professor alla Scuola di Storia, Studi Classici e Archeologia di Birkbeck, Università di Londra. La sua famiglia vanta la presenza di numerose scrittrici: Antony è figlio di Kinta Beevor (Carinthia Jane Waterfield, 22 dicembre 1911 - 29 agosto 1995), figlia di Lina Waterfield, e discendente di Lucie Duff-Gordon (autrice di una cronaca di viaggio sull'Egitto).
Kinta Beevor ha scritto Un'infanzia toscana in collaborazione con Antony. In questo libro, tradotto in diverse lingue, viene rievocato il periodo speso in Toscana dai nonni di Beevor, impegnati nel restauro del castello di Aulla,provincia Massa-Carrara, vicino a La Spezia. Antony Beevor è sposato con Artemis Cooper, figlia di Duff Cooper, nipote di Lady Diana Cooper. Nel periodo tra l'uscita dall'Esercito e l'inizio della sua attività letteraria, è stato dirigente contabile presso Masius Wynne Williams, lavorando alla linea di prodotti McDougall.
I suoi lavori più famosi sono i bestseller Stalingrado e Berlino 1945. La caduta: raccontano le più famose battaglie della seconda guerra mondiale tra Unione Sovietica e Germania. Sono stati lodati per lo stile vivido e accattivante, per il modo in cui sono state trattate le vite dei soldati e dei civili e per l'uso di nuovi documenti resi disponibili dagli archivi sovietici.
Le opere di Beevor sono state utilizzate come fonti accreditate in molti documentari sulla seconda guerra mondiale. Un altro dei suoi lavori più conosciuti è Creta: la battaglia e la resistenza per cui ha vinto il Premio Runciman, patrocinato dalla Lega anglo-ellenica per la promozione dell'interesse per la storia e la cultura greca.
Antony Beevor è stato proclamato Cavaliere dell'Ordine delle Arti e delle Lettere dal governo francese nel 1997; nel 2008 è stato insignito dell'onorificenza dell'Ordine della Croce di Terra Mariana dal presidente dell'Estonia. È stato eletto membro della Royal Society of Literature nel 1999. Nell'anno accademico 2002-2003 è stato Lees Knowles Lecturer a Cambridge.

## Critica
Berlino 1945. La caduta è stato oggetto di diverse critiche in Russia. L'ambasciatore russo nel Regno Unito ha denunciato i fatti riportati nel libro come "bugie" e "diffamazioni contro il popolo che ha salvato il mondo dal nazismo". Oleg A. Rzheshevsky, professore e presidente dell'Associazione russa degli storici della seconda guerra mondiale, ha accusato Beevor di aver semplicemente resuscitato le visioni screditanti e razziste degli storici neonazisti, che hanno dipinto le truppe sovietiche come "orde asiatiche di subumani".
Altri storici occidentali, come Richard Overy, hanno criticato l'attacco russo al libro e difeso Beevor. Overy ha accusato i russi di rifiutare la divulgazione dei crimini di guerra commessi dai sovietici, "in parte perché sentivano che molta parte di queste cose sono state una vendetta giustificata contro un nemico che aveva commesso a sua volta molte atrocità, e in parte perché stavano scrivendo la storia dei vincitori." La critica si è concentrata sulla discussione delle atrocità commesse dall'Armata Rossa contro i civili tedeschi, in particolare la violenza sessuale enormemente diffusa contro le donne tedesche e russe costrette ai lavori forzati, sia prima che dopo la guerra.
Beevor stesso ha dichiarato di non vedere con simpatia la propensione a ritrarre i tedeschi come vittime. In un'intervista al maggior quotidiano polacco, la Gazeta Wyborcza, ha dichiarato che l'entrata dell'Armata Rossa in guerra è stata la conseguenza di un conflitto iniziato dai nazisti, ma che fu voluto anche dal popolo tedesco, come dimostrerebbe l'incondizionato appoggio che tributarono a Hitler. Beevor pone anche l'accento sulla partecipazione femminile a questo consenso.

## Beevor e Grossman
Vasilij Grossman è considerato uno dei grandi romanzieri del XX secolo. In particolare, il suo romanzo Vita e destino è molto rinomato e ha ottenuto un grande successo.
Beevor si è imbattuto per la prima volta negli appunti di Grossman durante le sue ricerche per la scrittura di Stalingrado. Nel 1941 Grossman era il corrispondente per la Stella Rossa, il giornale dell'Armata Rossa. Successivamente, come cronista al seguito dell'Armata Rossa, ha speso tre anni registrando gli eventi della guerra e l'impatto che questi hanno avuto sulle popolazioni, compiendo un lavoro infaticabile ispirato dalla necessità di testimoniare quello che si era trovato a vivere da vicino.
Uno scrittore in guerra (A writer at war), l'opera curata da Antony Beevor e da Lyubov Vinogradova, una ricercatrice, traduttrice e giornalista freelance, laureata in biologia all'Università di Mosca, è basata sugli appunti di Grossman.

## Modelli di scrittura
Lo storico militare che ha esercitato la maggior influenza nello sviluppo degli interessi e dell'opera di Beevor è John Keegan.
Keegan, nel suo libro Il volto della battaglia (The Face of Battle), descrivendo il sentimento di paura, la confusione e l'incostanza nelle comunicazioni al fronte, ha corretto l'impostazione e la visione tradizionale della storia militare. Durante gli anni ottanta, si è sviluppata la tendenza ad approfondire i documenti della storia orale, basata su estratti di lettere, interviste, diari per ricostruire la realtà vissuta da coloro che erano sulla linea del fronte. Ma secondo Beevor questo atteggiamento è di per sé insufficiente, qualora il contesto degli eventi non venga ricostruito.
Nel corso delle sue ricerche per Stalingrado, Beevor ha capito che era necessario integrare i due tipi di storia, quella vissuta dal basso e quella prodotta dalle strategie del potere, perché solo così era possibile comprendere i veri effetti di ciò che veniva deciso nel quartier generale del Cremlino e di Hitler sulle vite dei soldati e dei civili coinvolti nella battaglia. Sulla stessa commistione di storia degli eventi, del potere e degli uomini che li hanno ispirati e della quotidianità della guerra vissuta dai soldati e dalla popolazione si basa anche Berlino 1945, un'opera in cui la descrizione della battaglia si pone come articolato resoconto antropologico e psicologico.
La svolta degli anni ottanta nella storia militare che fa largo all'esperienza dell'individuo è coincisa, dal punto di vista di Beevor, con un cambiamento di atteggiamenti e aspettative nei lettori. Gli ampi cambiamenti sociali, tecnologici, geopolitici ed economici che hanno caratterizzato gli anni ottanta, soprattutto nella seconda metà, hanno prodotto una crisi e una presa di distanza dalle certezze del passato. I lettori hanno cominciato a cercare nella narrazione storica le voci degli individui, le loro esperienze, perdendo interesse per la vecchia distaccata descrizione degli eventi, per la quale non hanno più dimostrato alcun coinvolgimento.

## Controversie
Nel 2015 il Dipartimento della Pubblica istruzione della regione russa di Sverdlovsk ha chiesto alle biblioteche locali di ritirare dai loro scaffali le opere sulla seconda guerra mondiale degli storici britannici John Keegan e Antony Beevor incolpandoli di "propaganda nazista". Nello specifico vengono accusati di aver diffuso nelle proprie opere stereotipi tipici del Terzo Reich in merito ai soldati dell'Armata Rossa., in particolare utilizzando immagini razziste come il definire i sovietici "orde asiatiche" di "subumani". Beevor ha risposto tacciando il bando «come un tentativo di imporre la propria versione della storia» simile alle manovre di dettare una verità da parte dei negazionisti dell'Olocausto e del Genocidio Armeno.

## Opere

### Romanzi
- Violent Brink, London, John Murray, 1975
- For Reasons of State, London, Jonathan Cape, 1980
- The Faustian Pact, London, Jonathan Cape, 1983
- The Enchantment of Christina von Retzen, London, Weidenfeld and Nicolson, 1989

### Storia
- The Spanish Civil War, Orbis, London, 1982 [prima versione]
- Inside the British Army, Chatto and Windus, 1990
- Creta. 1941-1945: la battaglia e la resistenza (Crete: The Battle and the Resistance, 1991), traduzione di Sergio Mancini, a cura di Maurizio Pagliano, Collana Storica, Milano, Rizzoli, 2004, ISBN 978-88-17-87277-5.
- Paris After the Liberation, 1944-49, 1994, scritto in collaborazione con la moglie, Artemis Cooper, edizione rivista nel 2004
- Stalingrado. Stalin contro Hitler. Un grande libro di storia viva (Stalingrad, 1998), traduzione di S. Mancini, Collana Saggi stranieri, Milano, Rizzoli, 1998, ISBN 978-88-17-86011-6.
- Berlino 1945. La caduta (Berlin: The Downfall 1945, 2002; negli USA col titolo The Fall of Berlin, 1945), traduzione di Enzo Peru, a cura di Maurizio Pagliano, Collana Storica, Milano, Rizzoli, 2002, ISBN 978-88-17-87028-3.
- The Mystery of Olga Chekhova, London, Penguin, 2004, ISBN 978-0-670-03340-9.
- La guerra civile spagnola (The Battle for Spain: The Spanish Civil War, 1936-39, 2006), traduzione di Enzo Peru, Collana Storica, Milano, Rizzoli, 2006, ISBN 978-88-17-01048-1.
- D-Day. La battaglia che salvò il mondo (D-Day: The Battle for Normandy, 2009), traduzione di Chicca Galli e Daniela Didero, a cura di Maurizio Pagliano, Collana Storica, Milano, Rizzoli, 2010, ISBN 978-88-17-04162-1.
- La Seconda Guerra Mondiale. I sei anni che hanno cambiato la storia (The Second World War, 2012), traduzione di Daniele Didero e Andrea Zucchetti, a cura di Maurizio Pagliano, Collana I sestanti, Milano, Rizzoli, 2013, ISBN 978-88-17-06205-3. - ed. riveduta e aggiornata, nuova Introduzione dell'Autore, Collana BUR La Storia · Le Storie, Milano, Rizzoli, 2025, ISBN 978-88-171-9363-4.
- Ardenne 1944. L'ultima sfida di Hitler (Ardennes 1944: Hitler's Last Gamble, 2015), traduzione di Daniele Didero, Collana I sestanti, Milano, Rizzoli, 2015, ISBN 978-88-17-08059-0.
- L'ultima vittoria di Hitler. Arnhem 1944 (Arnhem: The Battle for the Bridges, 1944), traduzione di Nicolina Pomilio e Fabio Serafini, Collana Saggi, Milano, Rizzoli, 2018, ISBN 978-88-1710-322-0.
- Russia. 1917-1921. Rivoluzione e guerra civile (Russia: Revolution and Civil War 1917-1921, 2022), traduzione di Rosa Prencipe, Collana La Grande Storia, Milano, Rizzoli, 2023, ISBN 978-88-171-6463-4.
- Rasputin: And the Dowager Empress’s Dream, London, Weidenfeld & Nicolson, 2026 (in preparazione).

### Curatele
- Anonima, A Woman in Berlin (Una donna a Berlino. Diario aprile-giugno 1945), 2005. [diario di una donna tedesca stuprata dai Russi entrati a Berlino. Beevor ha scritto l'introduzione per l'edizione inglese]
- Vasilij Grossman, Uno scrittore in guerra (A Writer at War: Vasily Grossman with the Red Army 1941-1945, 2005), traduzione di Valentina Parisi, a cura di A. Beevor e Luba Vinogradova, Collana Biblioteca n.635, Milano, Adelphi, 2015, ISBN 978-88-459-2983-0. [antologia di reportages di guerra]  Recensione sul Guardian

### Saggi miscellanei
- The British Army, Manpower and Society into the Twenty-First Century, editor Hew Strachan, 1999
- What Ifs? of American History: Eminent Historians Imagine What Might Have Been, di Robert Cowley, Antony Beevor e Caleb Carr, 2003

## Premi
- Premio Runciman per Creta: la battaglia e la resistenza
- Premio Samuel Johnson, Wolfson History Prize, Hawthornden Prize per Stalingrado
- Premio Longman-History Today (Trustees' Award) per Berlino 1945. La caduta
- Premio La Vanguardia per La guerra civile spagnola 1936-39